# Oplopomus
Oplopomus là một chi cá biển thuộc họ Cá bống trắng. Chi này được lập bởi Achille Valenciennes vào năm 1837.

## Phân loại
Mặc dù quyển Fishes of the World của Joseph S. Nelson (2016, tái bản lần 5) không chia họ Cá bống trắng thành những phân họ, các cơ sở dữ liệu trực tuyến hay những nghiên cứu sau này vẫn xếp Oplopomus trong phân họ Gobiinae.

## Từ nguyên
Tên chi được ghép bởi hai âm tiết trong tiếng Hy Lạp cổ đại: [h]óplon (ὅπλον; “mang vũ khí”) và póma (πώμα; “nắp đậy”), hàm ý đề cập đến các ngạnh nhỏ ở rìa trước nắp mang của loài điển hình.

## Các loài
Chi này hiện có 2 loài sau được ghi nhận:
- Oplopomus caninoides (Bleeker, 1852)
- Oplopomus oplopomus (Valenciennes, 1837)